# Handels- und Gewerbekammer Eger

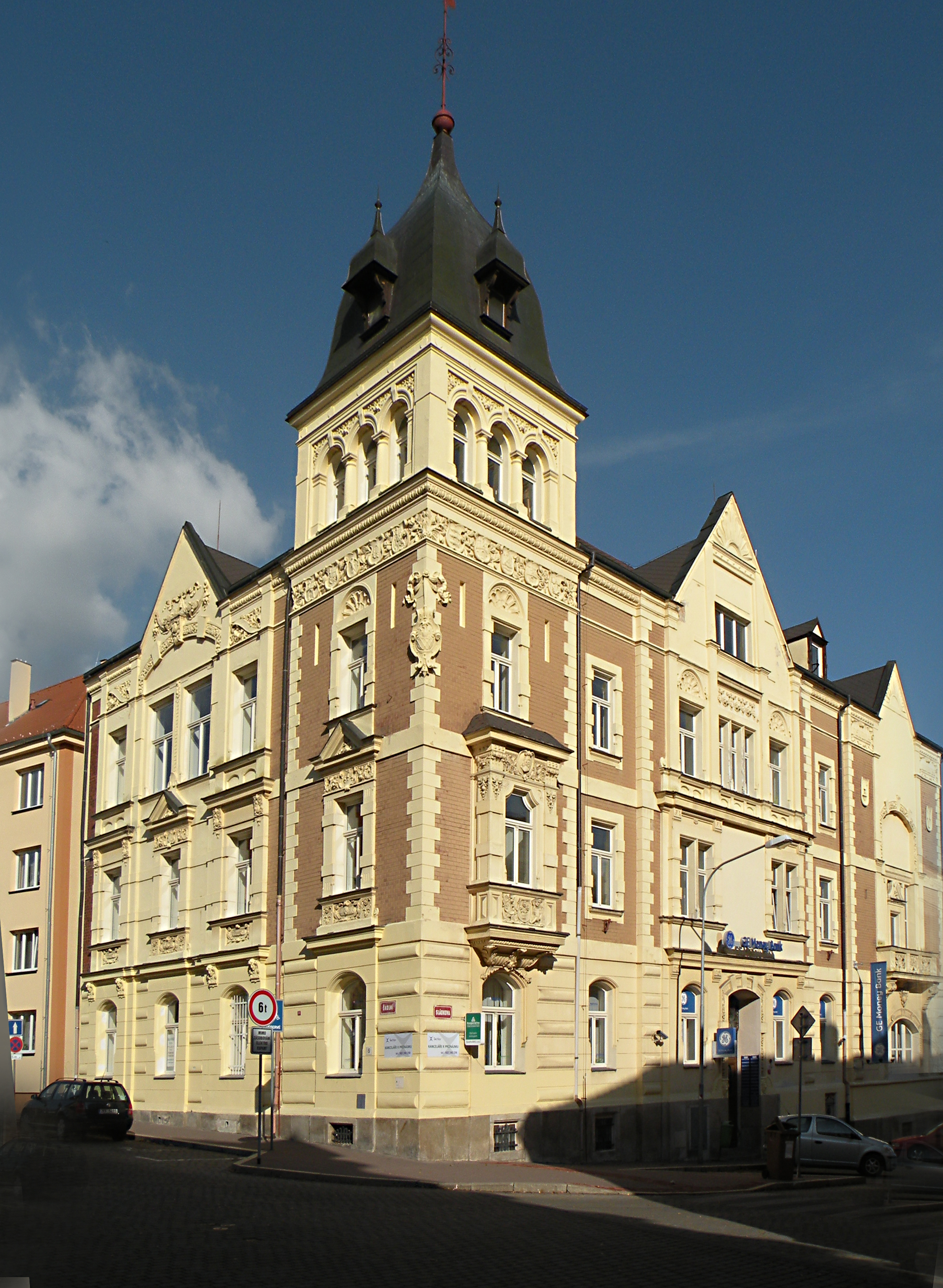
Ehemalige Handels- und Gewerbekammer in Eger

Die Handels- und Gewerbekammer Eger (tschechisch: živnostenská komora v Chebu) war in Österreich-Ungarn die Handels- und Gewerbekammer und ab 1918 in der Tschechoslowakei  in Eger.

## Entstehung
Mit dem Gesetz über die Errichtung von Handels- und Gewerbekammern vom 18. März 1850 wurden im Kaisertum Österreich Handels- und Gewerbekammern eingerichtet, darunter die Handels- und Gewerbekammer Eger. Sie hatten die Aufgaben von Handelskammern.
Neben der Kammer in Eger wurden für Böhmen die Kammern in Reichenberg, Prag, Pilsen und Budweis eingerichtet. In Mähren waren dies die Kammern in Brünn und Olmütz und in Galizien und Lodomerien die Handels- und Gewerbekammer Troppau.
Mit dem Gesetz vom 29. Juni 1868 betreff die Organisierung der Handels- und Gewerbekammern wurde die Kammerorganisation im Grund bestätigt und die Aufgaben neu definiert.

## Aufgaben

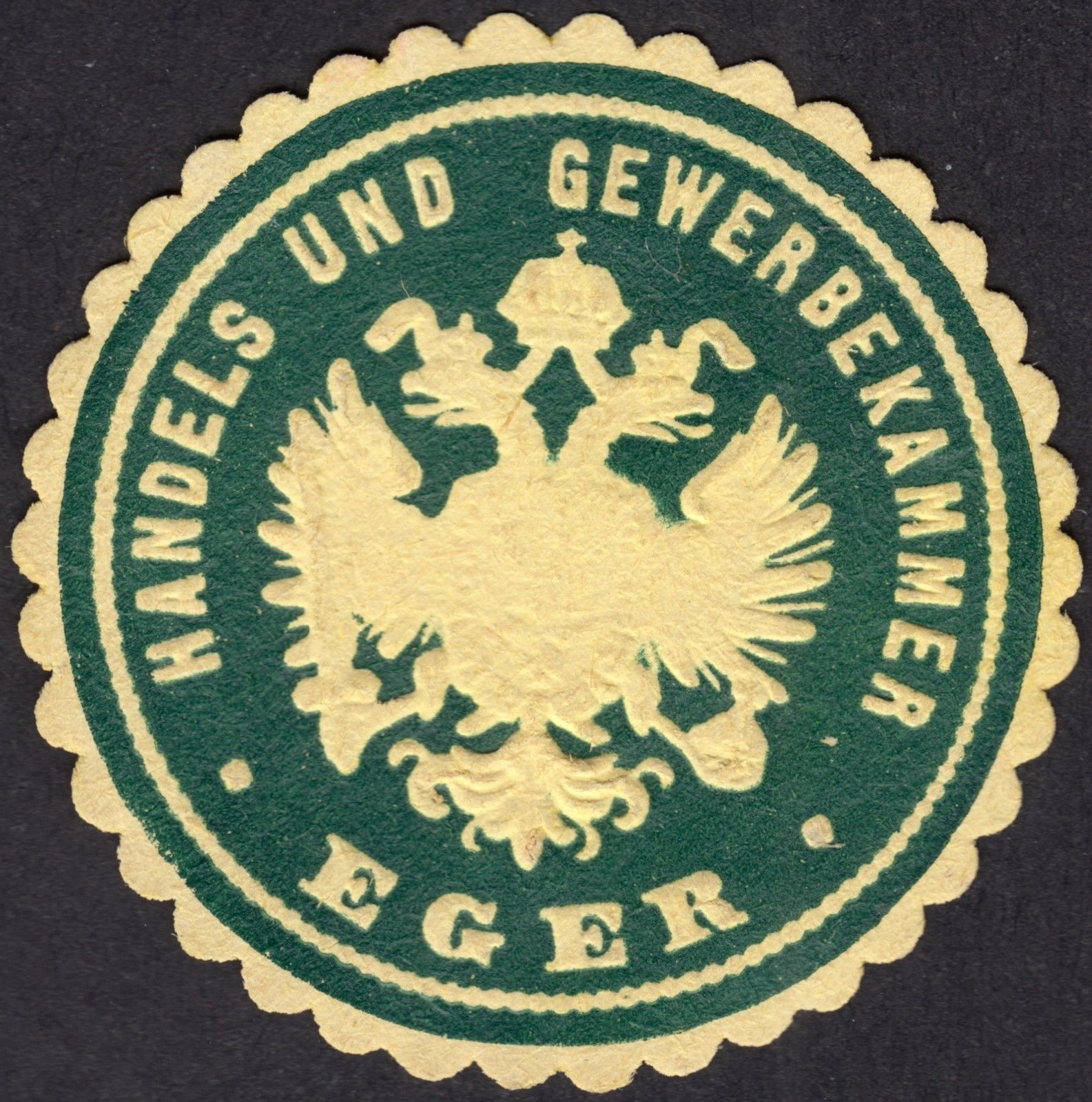
Siegelmarke der Handels- und Gewerbekammer Eger

Die Kammern sollten die Wünsche und Vorschläge der Wirtschaft beraten und den Ministerien und Behörden eigenverantwortlich vortragen. Sie erstellten Stellungnahmen zu Gesetzesvorlagen der Regierung soweit diese kommerzielle oder gewerbliche Interessen betrafen. Auch konnte die Regierung die Kammern um Stellungnahmen zu wirtschaftlichen Fragen auffordern.
Die Kammern führten die Wahlregister über die Wahlberechtigten zur Handels- und Gewerbekammer, die Marken- und Muster-Archive und die Gewerbeanmeldungen. Sie erhoben die Daten zur Gewerbestatistik. An der Prüfung und Ernennung der Waren- und Wechselmakler, der Börsenräte und der Handelsgerichtsbeisitzer wirkten die Kammern mit. Die Kammern konnten in gewerblichen Verträgen als Schiedsgerichte benannt werden.
Jede Kammer musste jährlich einen umfangreichen Bericht an das Handelsministerium abgeben, in der die Lage der Wirtschaft im Kammerbezirk geschildert wurde. In fünfjährigem Rhythmus wurde von den Kammern eine Gewerbestatistik geliefert.

## Organisation
Die Handels- und Gewerbekammern unterstanden dem Handelsministerium und mussten dessen Weisungen umsetzen. Sie gliederten sich intern in eine Handel- und eine Gewerbesektion (zum Gewerbe gehörte auch der Bergbau).
Die Kammern bestanden aus 16 bis 48 wirklichen Mitgliedern. Die genaue Mitgliederzahl wurde vom Handelsministerium in Anhängigkeit von der Größe des Kammerbezirks festgelegt. Die Kammer in Eger hatte 24 Mitglieder. Daneben konnte die Kammer noch weitere Mitglieder (ohne Stimmrecht) als „correspondierene Mitglieder“ kooptieren.
Die Wahl der Mitglieder erfolgte durch direkte Wahl durch die Handels- und Gewerbetreibenden bzw. die Vorstände bei Kapitalgesellschaften im Kammerbezirk. Die Amtsdauer lag bei sechs Jahren. Revolvierend wurde alle drei Jahre die Hälfte der Kammer gewählt. Es galt ein Zensuswahlrecht: Großhandels- und Industrieunternehmen waren nur Wahlberechtigt, wenn sie Erwerbssteuern von 100 Gulden zahlten, für andere Unternehmen galten geringere Grenzen. Die Wahl erfolgte in einzelnen Gruppen. Diese wurden vom Ministerium nach der Wählerzahl in Standorten und Handel- bzw. Gewerbeklassen festgelegt.
Die Kammer wählte einen Präsidenten, der die Kammer nach außen vertrat. Sie finanzierte sich über eine Umlage der Unternehmen im Kammerbezirk. Die Kammer erstellte jährlich einen Haushaltsplan und legte ihn dem Ministerium zur Genehmigung vor. Die Summe wurde durch das Erwerbssteueraufkommen im Steuerbezirk geteilt und der so ermittelte Aufschlag auf die Erwerbssteuer von den Unternehmen eingezogen.
Besondere Bedeutung erlangten sie seit der Wahlrechtsreform von 1873, nach der die Kammern einen Teil der Abgeordneten des Reichsrats wählten. Bis 1906 waren Vertreter der Prager Kammer im Reichsrat vertreten. Auch zum Böhmischen Landtag wurden 15 der 236 Abgeordnete von den böhmischen Handels- und Gewerbekammern gewählt (Prag: 4, Budweis: 2, Reichenberg: 4, Eger: 3, Pilsen: 2).

## Die Sprachenfrage
Die Kammern waren frei darin selbst die Verhandlungssprache zu wählen. Entsprechend der Sprachverteilung im Kammerbezirk wählten Reichenberg und Eger ab 1884 die deutsche und Prag, Pilsen und Budweis die tschechische Sprache.
Bei der Volkszählung 1890 hatten sich in den Kammerbezirken folgende Sprachverteilungen ergeben:
| 0           | Tschechisch | Deutsch   | Andere | Summe     |
| ----------- | ----------- | --------- | ------ | --------- |
| Prag        | 1.694.754   | 111.583   | 466    | 1.806.803 |
| Pilsen      | 578.524     | 194.716   | 128    | 773.368   |
| Budweis     | 517.359     | 139.757   | 104    | 657.220   |
| Reichenberg | 801.955     | 1.030.585 | 148    | 1.832.688 |
| Eger        | 51.596      | 682.370   | 20     | 733.986   |

Bis 1884 hatte sich unter den Kammermitgliedern in allen 5 böhmischen Kammern eine deutsche Mehrheit ergeben. Dies war der Auswahl der Wahlgruppen durch das Handelsministerium und der Tatsache, dass die größeren Steuerzahler überwiegend Deutsche waren, geschuldet.
Bei den letzten Kammerwahlen vor dem Ersten Weltkrieg 1911 waren 48.968 Wähler stimmberechtigt, darunter 33.953 (69,3 %) Deutsche und 15.015 (30,7 %) Tschechen. Aufgrund der Bedeutung des Bergbaus bestanden drei Sektionen mit folgenden Wählerzahlen:
| 0       | Deutsch | Tschechisch | Summe  |
| ------- | ------- | ----------- | ------ |
| Handel  | 11.098  | 4884        | 15.982 |
| Gewerbe | 22.773  | 10.127      | 32.900 |
| Bergbau | 82      | 4           | 86     |

Handel und Gewerbe waren in drei bzw. Größenklassen eingeteilt. Der Anteil der Deutschen stieg mit der Betriebsgröße deutlich an. Für das Gewerbe ergab sich folgende Verteilung:
| 0              | Deutsch | Tschechisch | Summe  |
| -------------- | ------- | ----------- | ------ |
| Größenklasse 1 | 431     | 63          | 494    |
| Größenklasse 2 | 1098    | 283         | 1381   |
| Größenklasse 3 | 9524    | 4583        | 14.107 |
| Summe          | 11.098  | 4884        | 15.982 |

Für den Handel ergab sich folgende Verteilung:
| 0              | Deutsch | Tschechisch | Summe  |
| -------------- | ------- | ----------- | ------ |
| Größenklasse 1 | 707     | 203         | 910    |
| Größenklasse 2 | 541     | 149         | 690    |
| Größenklasse 3 | 1706    | 495         | 2201   |
| Größenklasse 4 | 19.819  | 9280        | 29.099 |
| Summe          | 22.773  | 10127       | 32.900 |

Aufgrund des Wahlrechtes war die Minderheit der Tschechen in der Kammer nicht vertreten.

## In der Tschechoslowakei
Nach dem Ersten Weltkrieg zerfiel Österreich-Ungarn und Böhmen und Mähren wurden als Tschechoslowakei selbstständig. Die Kammern blieben bestehen. Als Geschäftssprache wurde jedoch einheitlich tschechisch vorgeschrieben, der Name der Kammern lautete nun živnostenská komora. Mit Verordnung Nr. 32 vom 20. Januar 1919 des Handelsministeriums wurden die Kammerwahlen ausgesetzt und dem Handelsministerium das Recht gegeben, Kammern aufzulösen und neu zu besetzen.
Es kam zu intensiven Verhandlungen zwischen der Kammer und dem Ministerium um die Einsetzung tschechischer Kammermitglieder. In Anlehnung an den Anteil der Tschechischen Bevölkerung im Kammergebiet (der 8,7 % betrug) bot die Kammer an, vier Tschechen in die Kammer aufzunehmen. Das Ministerium löste am 19. Februar 1919 aufgrund der Verordnung vom 20. Januar die Kammer auf und ernannte einen Verwaltungsausschuss, der aus den alten Mitgliedern der Kammer bestand (des bisherigen Kammerpräsident Friedrich Schreb wurde Vorsitzender). Vier vakante Plätze wurden mit Tschechen aufgefüllt. Es ergab sich nun folgende Verteilung der Sitze:
| 0       | Tschechen | Deutsche | Summe |
| ------- | --------- | -------- | ----- |
| Handel  | 14        | 1        | 15    |
| Gewerbe | 17        | 2        | 19    |
| Montan  | 7         | 1        | 8     |
| Summe   | 38        | 4        | 42    |

Die Aufgaben der Kammern waren denjenigen vor dem Krieg ähnlich: Sie waren Beratungsorgan, führten Marken- und Handelsregister, erteilten Zeugnisse und führten Statistiken. Sie wirkten bei der Wahl von Handelsrichtern mit und waren Schiedsgerichte. Statt Handel und Gewerbe waren sie nun in drei Sektionen: Handel, Gewerbe und Industrie eingeteilt.
1936/27 wurde die Zahl der Mitglieder auf 49 erhöht. Die Zusammensetzung war nun:
| 0         | Tschechen | Deutsche | Summe |
| --------- | --------- | -------- | ----- |
| Industrie | 8         | 7        | 15    |
| Handel    | 18        | 5        | 23    |
| Gewerbe   | 11        | 0        | 11    |
| Summe     | 37        | 12       | 49    |

Am 20. April 1922 bildeten die Kammern des Landes, darunter die Eger Kammer einen Dachverband, die československých obchodních a živnostenských.
1938 umfasste die Eger Kammer einen Kammerbezirk von 7.145 km² mit 983.047 Einwohnern und 45.142 Mitgliedsunternehmen (davon 4.335 tschechische und 40.252 deutsche). Sie war damit die am stärksten deutschsprachige böhmische Kammer.

## Nach dem Münchener Abkommen
In Folge des Münchener Abkommens wurde 1938 die Tschechoslowakei zerschlagen. Die überwiegend deutschsprachigen Gebiete, das Sudetenland wurden Teil des Deutschen Reiches, die überwiegend tschechischsprachigen Gebiete bildeten die Rest-Tschechoslowakei. Dies hatte naturgemäß auch Auswirkung auf die Kammerorganisation. Die Kammern in Reichenberg, Eger und Troppau kamen zu Deutschland und wurden in Industrie- und Handelskammern umbenannt. In den Folgejahren teilen sie die Geschichte der deutschen IHKs: Gleichschaltung und Ablösung der Selbstverwaltung der Wirtschaft durch das „Führerprinzip“. 1939 wurden die Wirtschaftskammer Sudetenland als gemeinsame Oberorganisation der drei Kammern gebildet. 1942 wurde diese zur Gauwirtschaftskammer Sudetenland und die drei Kammern wurden in diese vollständig eingegliedert.

## Nach dem Zweiten Weltkrieg
Aufgrund der Kriegslage kam die Tätigkeit der Kammern im Lauf des Jahres 1944 zum Stehen. Die Vertreibung der Deutschen aus der Tschechoslowakei führte Anfang 1945 dazu, dass das Personal und die meisten der Mitgliedsfirmen der sudetendeutschen IHKs verloren gingen. Dennoch begann nach Kriegsende der Wiederaufbau der Kammern in der Tschechoslowakei. Ziel der Politik war, den Status vor dem Münchener Abkommen wiederherzustellen. Im Mai ernannte die Regierung Rudolf Ottis, den früheren Sekretär der Pilsener Kammer, als Regierungsbeauftragten für die Eger Kammer. Am 23. Dezember wurde Miroslav Čermák, der staatliche Verwalter der Dosenfabrik R. Hubl, als Präsident der Kammer Eger ernannt.
Insbesondere die kommunistische Komunistická strana Československa (KSČ) stand der Idee der Wirtschaftsselbstverwaltung durch die Kammern kritisch gegenüber. Eine Abschaffung konnte sie jedoch noch nicht durchsetzen. Nach dem Februarumsturz  Anfang 1948 hatten die Kommunisten die Alleinherrschaft erreicht. Die Präsidenten der Kammer drückten ihre Loyalität mit dem neuen Regime aus, konnten aber das Ende der Kammern nicht verhindert. Mit der Regierungsverordnung Nr. 306 vom 28. Dezember 1948 wurden die Kammern aufgehoben und ihre Aufgaben den Bezirksämtern zugewiesen.

## Das Kammergebäude
Im Jahre 1899 wurde das Gebäude der Handel- und Gewerbekammer an der Ecke Schulgasse/Opitzstraße (heute: Sládkova 159/1) im Gründerzeitstil errichtet. Architekt war Gustav Wiedermann aus Franzensbad, die Bauausführung erfolgte durch den Egerer Baumeister Franz Kraus. Auffällig sind der hochgezogene Eckturm und die eingesetzte Giebelfassade. Die Außenbemalung stammt von dem Franzensbader Künstler August Brömse. Sie zeigt Porträts Kaiser Maximilians, Albrecht Dürers, Peter Vischers und Adam Krafts. Der Ausstellungssaal zeigt Symbole für Verkehr, Gewerbe, Bergbau, Industrie und Kurorte, sowie die Wappen von Städten und Gewerben. Das Gebäude wird heute als Bankgebäude genutzt.

## Persönlichkeiten

### Kammerpräsidenten
- Dionysius Halbmayer (1868)[6]
- Heinrich von Mattoni 1874-(1884)
- Friedrich Schreb (1919)
- Rudolf Ottis (1945, Regierungsbeauftragter)
- Miroslav Čermák (1945)

### Von der Kammer in den Reichsrat gewählt
Die Kammer in Eger wähle jeweils einen Abgeordneten in den Reichsrat:
| Name             | Wahlperiode          | Anmerkung                                                                           |
| ---------------- | -------------------- | ----------------------------------------------------------------------------------- |
| Ernst von Plener | V. LP (1873–1879)    |                                                                                     |
| Ernst von Plener | VI. LP (1879–1885)   |                                                                                     |
| Ernst von Plener | VII. LP (1885–1891)  |                                                                                     |
| Josef Kušar      | VIII. LP (1891–1897) |                                                                                     |
| Robert Primavesi | IX. LP (1897–1901)   | am 7. November 1899 an Stelle von Emanuel Proskowetz (Handelskammer Olmütz) gewählt |
| Eduard Holstein  | X. LP (1901–1907)    |                                                                                     |

### Von der Kammer in den Böhmischen Landtag gewählt

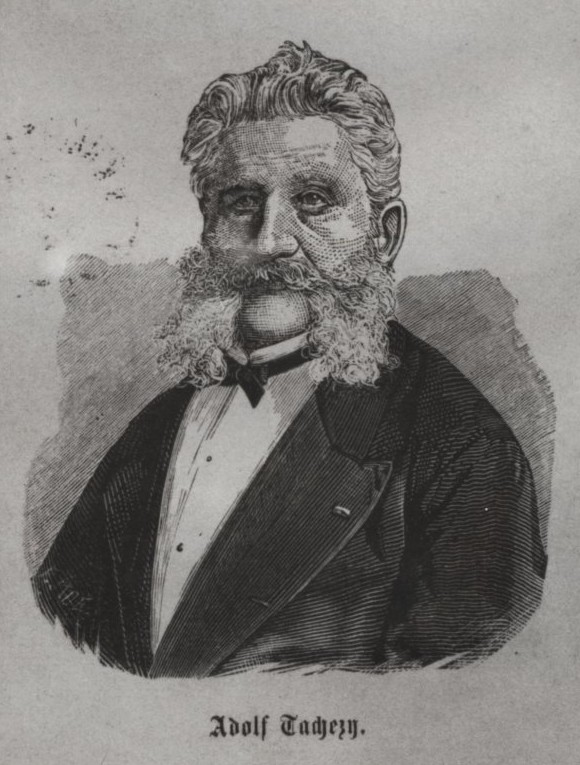
Adolf Tachezy, Landtagsabgeordneter der Kammer

Von der Kammer wurden in den Böhmischen Landtag gewählt:
| Jahr | Abgeordneter           | Abgeordneter        | Abgeordneter    |
| ---- | ---------------------- | ------------------- | --------------- |
| 1861 | Ignaz Edler von Plener | Gustav Tetzner      | Adolf Tachezy   |
| 1867 | Ignaz Edler von Plener | Adolf Tachezy       | J. D. Halbmaier |
| 1870 | Ignaz Edler von Plener | Adolf Tachezy       | J. D. Halbmaier |
| 1872 | Ignaz Edler von Plener | Adolf Tachezy       | Georg Habermann |
| 1878 | Ernst von Plener       | Dionysius Halbmayer | Josef Meindl    |
| 1883 | Ernst Edler von Plener | Karl Bernardin      | Josef Groeger   |
| 1895 | Alexander Richter      | Wolfgang Ludwig     | Zdenko Schücker |
| 1898 | Alexander Richter      | Wolfgang Ludwig     | Zdenko Schücker |
| 1901 | Rudolf Knoll           | Alexander Richter   | Wilhelm Riecken |
| 1908 | Josef Schöffl          | Rudolf Knoll        | Wilhelm Keller  |